# 南部大型自動拳銃
南部式大型自動拳銃（なんぶしきおおがたじどうけんじゅう）は、1902年（明治35年）に南部麒次郎によって開発された日本初の自動拳銃であり、南部大拳と略して呼ばれる。
海軍が陸式拳銃という名称で採用したほか、改良を加えられたものが十四年式拳銃として陸軍に採用されている。

## 歴史
南部麒次郎が自動拳銃の開発を始めたのは、欧州で各種の自動拳銃が開発されはじめた19世紀末であり、南部式自動拳銃の製作に成功したのは義和団の乱直後の1902年（明治35年）とかなり早い時期にあたる。1904年（明治37年）に東京砲兵工廠での生産準備が整のい、同年の日露戦争に於いて早くも実戦使用された記録が残されている。その後二十六年式拳銃を更新する拳銃として南部式自動拳銃乙型が検討され、1908年（明治41年）の1月22日から2月5日の間に“四一式自動拳銃”と仮称して陸軍技術審査部主体でテストされたが、予算の関係上早急な装備更新はすべきでないとして採用には至らなかった。補助火器である本銃の更新は見送られ、陸軍将校に小口販売されたほか、明治末期からは泰平組合などを通じて中国やタイなど海外へ輸出され、軍人以外の官吏にも支給されていた。
1919年（大正8年）には、陸軍内で南部式自動拳銃500挺を京漢線従業員へ供給するための製作外注計画が立てられ、1920年（大正9年）には、南部式自動拳銃 大型・小型各5挺が制式検討のため陸軍技術本部へ送られている。
1921年（大正10年）には、東京瓦斯電気工業株式会社より南部麒次郎（当時は少将）を南部式自動拳銃および三年式重機関銃製造のため顧問として招請したいとの依頼がなされ、南部麒次郎本人が田中義一陸軍大臣宛てに許可を願い出ている。
1925年（大正14年）には中国の軍閥である孫岳より南部式自動拳銃（大型）の弾薬20 - 30万発の購入打診があったものの、在庫が足りず2,000発しか引き渡せない旨の記録が残されている。
また、南部式自動拳銃（小型）は1913年（大正2年）には東京砲兵工廠で製造された同弾薬11万発が軍へ納品された記録が残り、第一次大戦時の青島出兵時には、青島守備軍より陸軍省宛に南部式自動拳銃（小型）の実包備蓄許可願いが提出されており、守備軍内に若干数の南部式自動拳銃が存在していた事が判明しているほか、大型と同様に輸出もされている。
1924年（大正13年）に大型（乙）が海軍陸戦隊に採用され、陸式拳銃という名で約10,000挺が納入され、1925年（大正14年）に陸軍が名古屋造兵廠で大型（乙）に改良を加えたものを試作し、これが十四年式拳銃として採用された。
1938年（昭和13年）にも南部式自動拳銃（小型）が現用兵器として部隊へ支給された記録が残されている。

## 特徴
十四年式拳銃に米兵が付けたJapanese Lugerの呼び名から、南部式拳銃全般をシルエットの似たルガーP08のコピーとみなす誤解が存在するが、南部式自動拳銃およびその派生品の内部機構はいずれもルガーとは全く異なっており、当時最も完成度が高かったモーゼル軍用拳銃のプロップアップ式ショートリコイル機構をアレンジしたデザインとなっている。
陸軍が作成した拳銃ではあるが、装備の自由がある程度許容されていた上級士官クラスには不人気であった。理由は重量があることと高価であったからである。その為、太平洋戦争が勃発して輸入が困難になるまでは軽量且つ陸軍が採用する口径の銃弾と同一のFN ブローニングM1910が好まれた。
この様な経緯で南部式大型拳銃やそこから派生した十四年式拳銃などは「下士官の銃」と見做されることがある。

## バリエーション

### 南部式自動拳銃

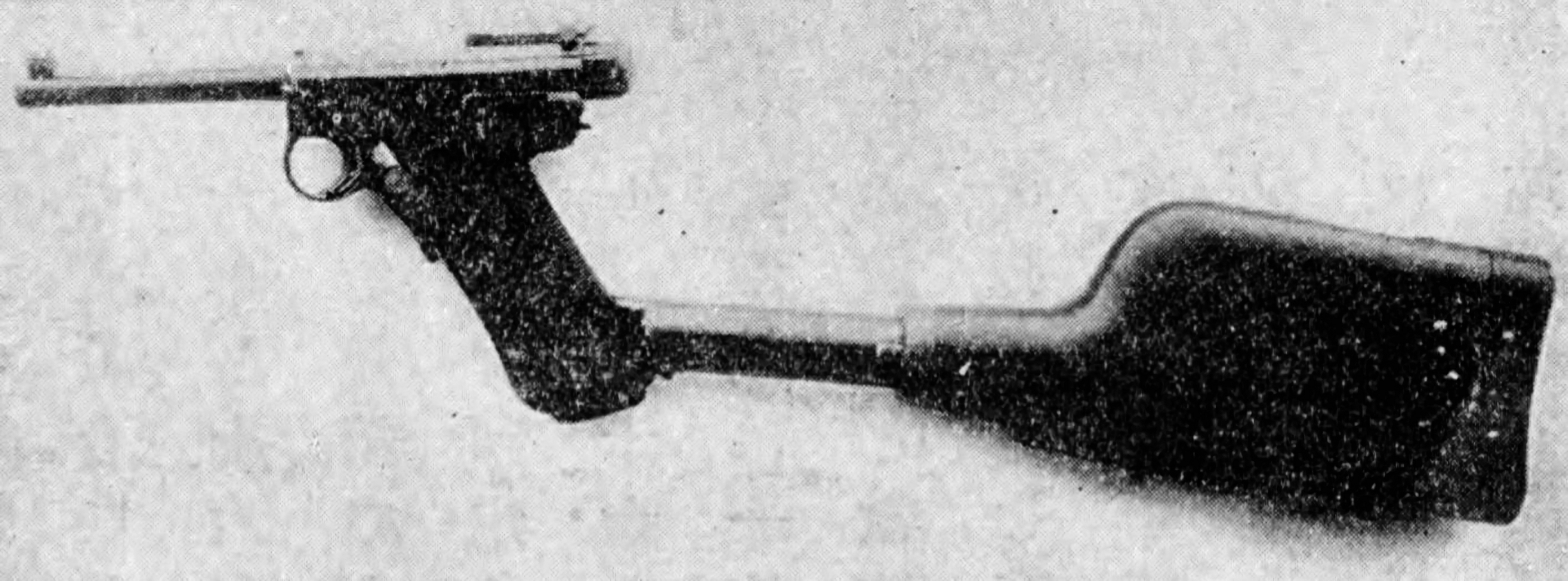
銃床を装着した南部式大型自動拳銃

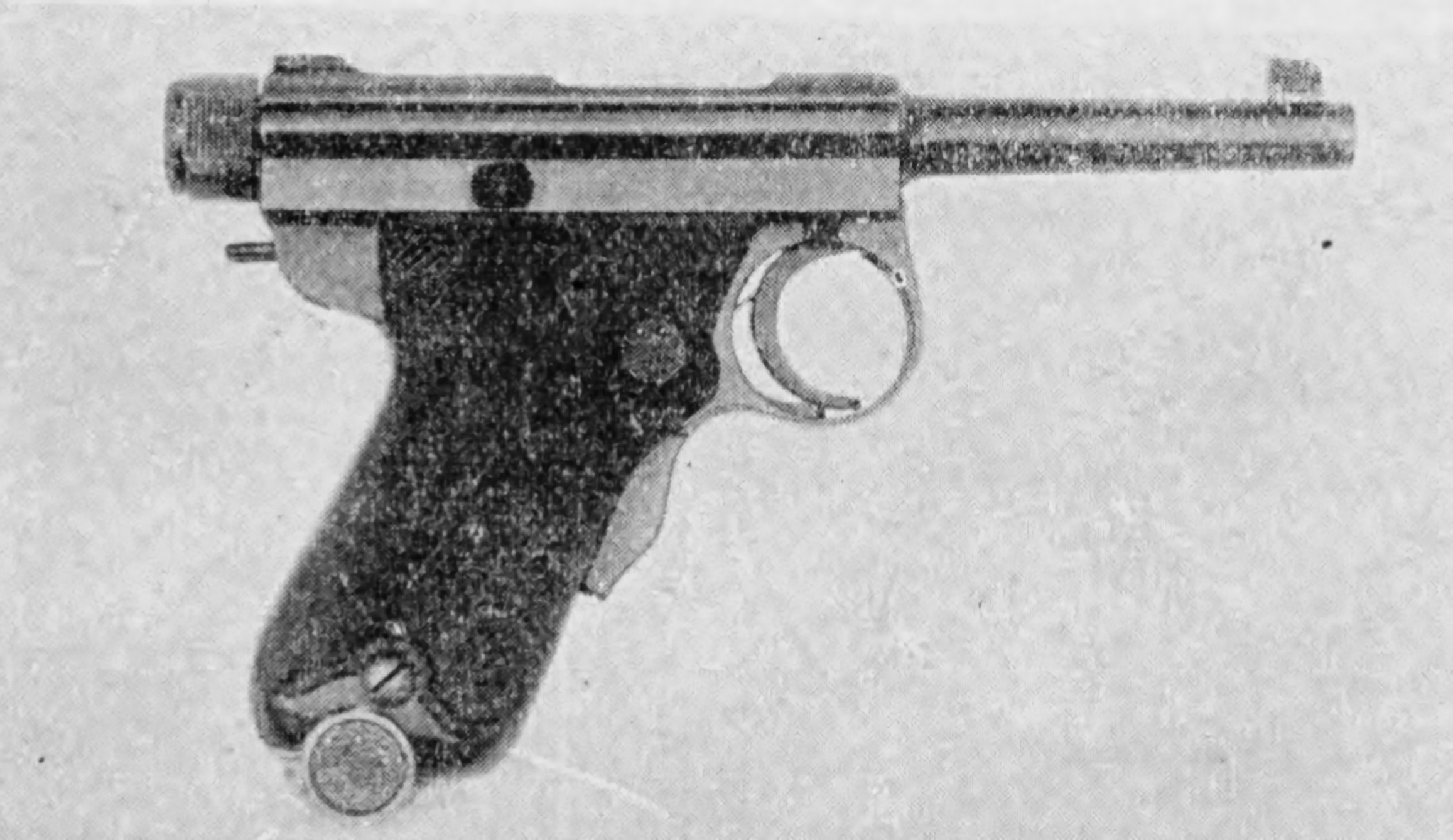
南部式小型自動拳銃

南部式自動拳銃は、大型（甲）、大型（乙）、小型の3種類が製造され、使用実包は大型が8mm南部弾、小型が7mm南部弾だった
装弾数は大型8発・小型7発であり、共通してストライカー（撃針）による発火機構を持ち、銃把前面にあるグリップ・セーフティを唯一の安全装置としている。
大型（甲）はグリップ後端にストック（銃嚢・ホルスターを兼ねる）を取り付けて銃床として利用できる。
製造は東京造兵廠、小倉造兵廠、東京瓦斯電気工業株式会社などで行われているが、その製造数については諸説があり特定されていない。
本銃は生産数が少ない上に、多くが中国の戦地へ輸出されたため現存数が少なく、海外のガンコレクターに人気のある一品であり、大型甲がグランド・パー、大型乙がパパ、小型がベビー・ナンブと呼ばれ、装具やオリジナル実包も希少価値が高い。特に製造数が少ない小型は米国拳銃市場でも稀少品とされ極めて高額で取引されている。

### 十四年式拳銃

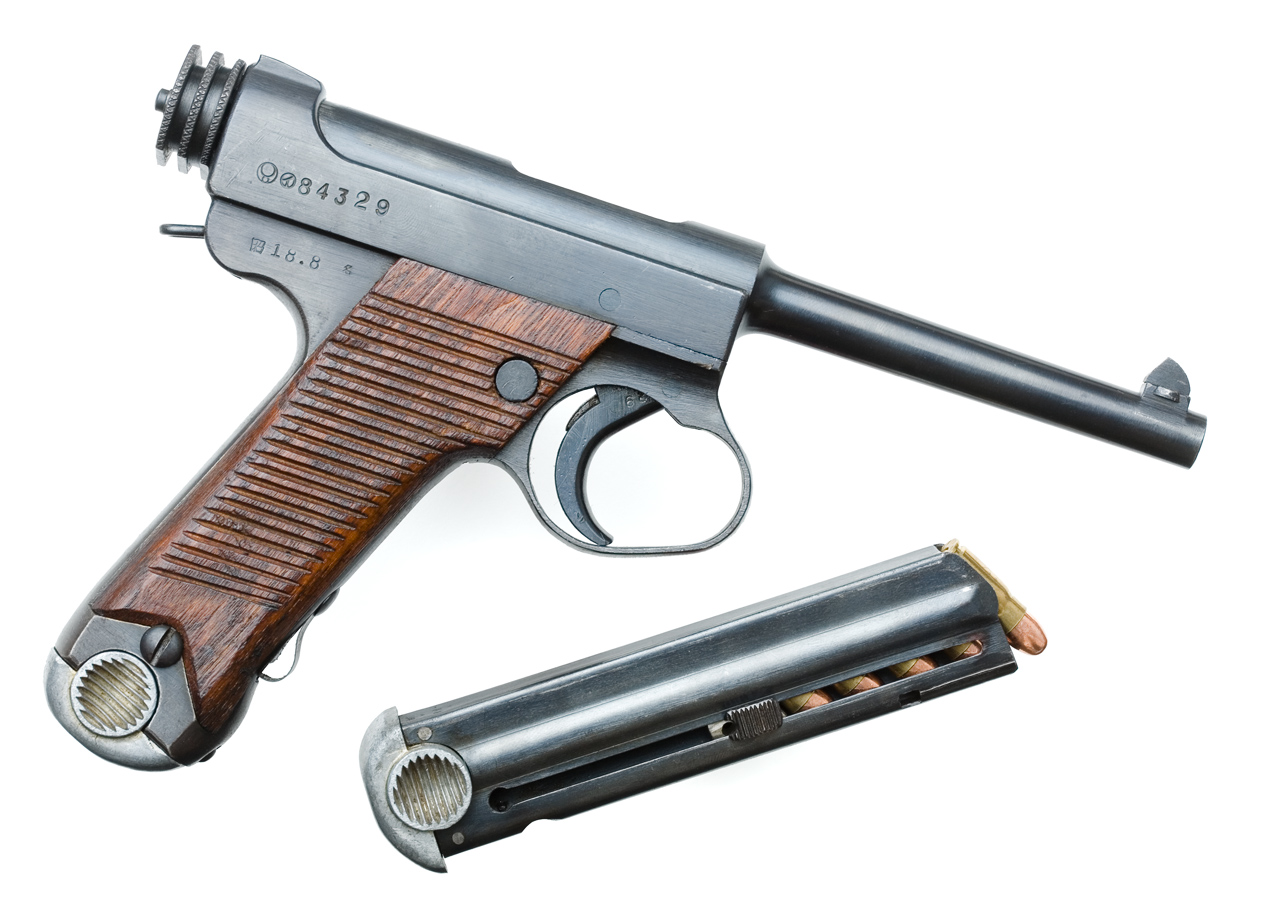
十四年式拳銃（後期型）

大正時代末期に南部大型自動拳銃（乙）の生産性を改良する形で設計され、陸軍の官給拳銃として下士官や機甲部隊、憲兵隊等に支給された。

### 北支一九式拳銃
南部式・十四年式から派生した最末期の製品である。
生産数は不明ながら、米国に比較的状態の良いものが残されており、北京の軍事博物館にも展示されている。
十四年式からの改良品だが、そのデザイン・構造には相違点が多く、十四年式の非実戦的なデザインの多くが改善され、大量生産を意識した構造となっている。生産も日本本土ではなく日本軍占領下の中国・北平（北京）で行われた。
北支一九式の十四年式（南部式）からの主な変更点は下記の通りである。
- 別パーツだった用心鉄と機関部が一体化し、引き鉄がピン固定へ変更された。
- 用心鉄根元（右側面）のレバーで、銃身・ボルトグループと機関部が分解できるようになった。
- 安全装置レバーが用心鉄根元からグリップ後方へ移され、シアを直接ブロックする確実なものへ変わるとともに、片手での操作が可能になった。
- 十四年式にあるマガジン脱落防止スプリングが無くなり、用心鉄のサイズは小型のものに戻された。

### 試製拳銃付軍刀
南部式自動拳銃に軍刀の刀身を取り付けた変形拳銃の一種。騎兵用刀剣拳銃とも呼ばれ、アメリカ陸軍兵器博物館ではJAPANESE OFFICER'S SWORD PISTOLとして展示されている。
この拳銃は、三八式騎銃から四四式騎銃への過渡期に試作されたもので、射撃から斬り合いへ素早く移行できるよう、三十二年式軍刀甲の柄部分に南部式自動拳銃のグリップ部分を一体化させている。基本となった拳銃はベビー南部とされ、様々な改良が施されており、握りやすいようグリップが延長された他、グリップパネルは鋳物により製作されている。また、用心金も存在しない。グリップの延長線上に刀身が存在する。抜刀した状態で弾倉の交換ができる。この試作品は4振作られたが、扱いに難があるのに加えて故障が頻発した。これは関東大震災で焼失したが、その後研究は再開し十四年式拳銃をベースにしたものが3振作られた。こちらも実用性に疑問が残り、1929年（昭和4年）に研究は中止された。試作品の中には用心鉄をサーベルの護拳の様に伸ばしたものもあった。
開発には南部麒次郎が関わっていたとされるが、実際には定かではない。使用感に関しては、拳銃として使用するには刀身が斜め前方に延びていることと、拳銃自体の重量が過多であることが合わさり構えづらい。そのため純粋な拳銃としてよりも、敵との斬り合いにおける鍔迫り合いの時に、相手の胸に発砲するよう作られている。
なお、拳銃と刀剣を融合させた武器はヨーロッパに多く、火縄銃の時代から様々な国、発明家のもとで開発されてきたが、自動拳銃を基本としたものは世界的にも類を見ないとされる。日本においてもこの拳銃が開発される以前の1894年（明治27年）3月に、東京在住の藤原政治により、刀剣拳銃という特許（2183号）が認定されている。装弾数6発のリボルバー拳銃を軍刀の柄に組み合わせたものだが、特に量産されずに終わっている。

## ルガー・スタンダード

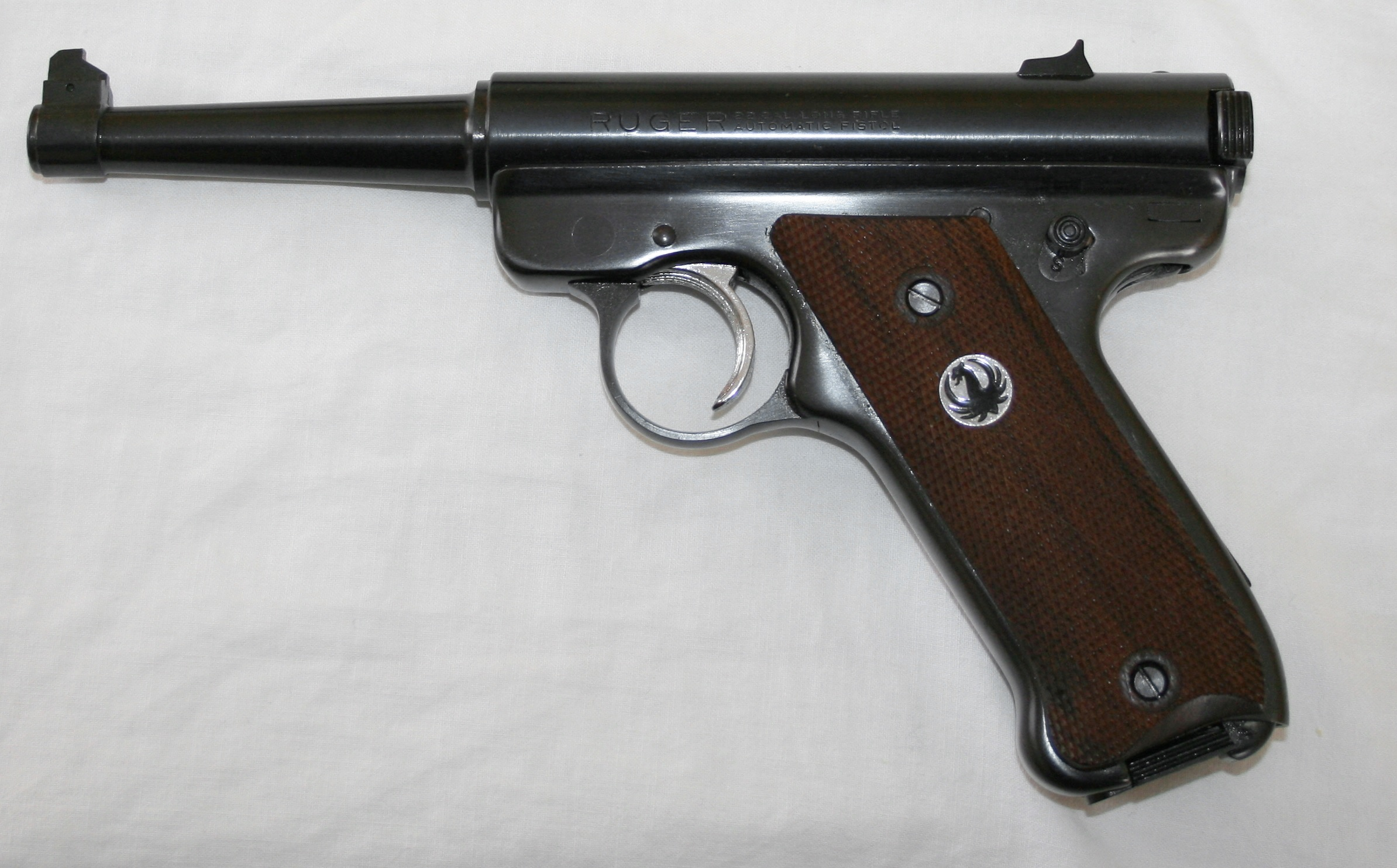

南部式拳銃の洗練された美しいデザインは海外でも評価された。米国の拳銃デザイナーでスタームルガー社の設立者であるウィリアム・B・ルガーは、太平洋戦争において海兵隊員が戦利品として持ち帰った南部拳銃を目にし、そのフォルムに魅せられ自身の拳銃に採用することにし、1949年に22口径のルガー・スタンダード（Ruger Standard）を開発した。ただし内部構造は大きく異なり、作動方式はシンプルブローバックで撃発装置は内蔵ハンマー式である。なお銃の名称はルガーとあるが、同じくデザインが類似したルガーP08（Luger P08）からくるものではなく、あくまでも製造者の名前（William B. Ruger）が由来である。